# Eremisca araratica
Eremisca araratica är en tvåvingeart som beskrevs av Richter 1966. Eremisca araratica ingår i släktet Eremisca och familjen rovflugor. Inga underarter finns listade i Catalogue of Life.